# The Harvest
The Harvest (Brasil: A Ameaça ) é um filme de terror e suspense norte-americano dirigido por John McNaughton, com roteiro de Stephen Lancellotti.

## Sinopse
Maryann (Natasha Calis) se muda para uma pequena cidade e faz amizade com Andy (Charlie Tahan) um garoto com sérios problemas de saúde. Os pais do menino (Samantha Morton e Michael Shannon), muito rigorosos, evitam ao máximo o contato dele com a jovem.

## Elenco
- Samantha Morton - Katherine

- Michael Shannon - Richard

- Natasha Calis - Maryann

- Charlie Tahan - Andy/Jason

- Peter Fonda - Avô

- Leslie Lyles - Avó

- Meadow Williams - Sandra